# Takanobu Hayashi
Pour les articles homonymes, voir Hayashi.
Takanobu Hayashi (林 隆喜, Hayashi Takanobu) est un photographe japonais.

## Biographie
Hayashi naît à Dalian, Chine, en 1946, mais sa famille  déménage rapidement au Japon, d'abord à Beppu (Ōita) puis à Kyoto. Il travaille en chambre noire pendant un an après avoir été diplômé de l'école secondaire, et en 1965 s'installe à Tokyo où il étudie à l'école de photographie de Tokyo. Après l'obtention de son diplôme, il travaille pendant deux ans comme assistant de Hajime Sawatari, puis commence une carrière indépendante pour les magazines de mode. Depuis 1983, il enseigne à l'école de photographie de Tokyo.
Hayashi travaille en noir et blanc, représentant souvent un Tokyo rendu décalé par le développement spéculatif et voyant.
Hayashi a participé à des expositions de groupe dont Empathy, qui est allé à Rochester (NY) ailleurs en 1987. Sa première exposition personnelle (dans le Salon Nikon) Shinjuku a lieu en 1983; Il expose de façon intermittente depuis lors.
À ce jour, le seul album d'Hayashi est Zoo, une collection de photographies dans les zoos qui parvient à montrer les animaux (parfois éclipsés) dans leurs environnements artificiels tout en montrant à peine des personnes; L'ouvrage a été loué pour la pureté (réalisée avec l'aide de retouches) et la composition de ses images. Zoo remporte le prix Higashikawa en 1986. Une série de photographies d'espaces de toits, Roof, reçoit des éloges en tant que continuation des thèmes de Zoo.
Hayashi a remporté un prix de Konica  en 1995.

## Album
- Zoo. Tokyo: the author, 1986. Comprend 28 planches en noir et blanc. Sous-titres (les noms des zoos) en anglais; aucun autre texte.